# هاروتیون پامبوکیان
هاروتیون کارویی پامبوکیان (ارمنی: Հարություն Կարոյի Փամբուկյան؛ زادهٔ ۱۷ سپتامبر ۱۹۶۲) یک سیاستمدار اهل ارمنستان است که از تاریخ ۱۹۹۹ تا تاریخ ۲۰۱۲ سمت نمایندگی دوره‌های دوم تا چهارم مجلس ملی جمهوری ارمنستان را برعهده داشت.

## زندگی‌نامه
در ۱۷ سپتامبر ۱۹۶۲ در ایروان به دنیا آمد و از دانشگاه دولتی اقتصاد ارمنستان (۱۹۸۶) فارغ‌التحصیل شد. 